# 聖保羅學校 (倫敦)
圣保罗学校（英語：St Paul's School）是一所面向13至18岁男孩的选择性私立走读学校（有少数寄宿），由约翰·科利特于1509年创立，位于伦敦巴恩斯的泰晤士河畔，占地43英亩。
圣保罗学校是克拉伦登委员会调查的九所英国公学之一。然而，学校成功地辩称它是一所独立学校 ，因此不受1868年公学法案约束。1881年成立圣保罗小学（前身为Colet Court），成为圣保罗学校的预备学校，从1968年开始两校位于同一校园。
圣保罗在学术上一直被评为全国领先的男子学校，保持着较高的GCSE和A-Level平均成绩，并且是所有中学中牛津剑桥录取率最高的学校之一。 
学校目前正在重建和扩建，这是一个从2011年开始的大型项目的一部分，该项目将持续30年。 目前正在进行小学部教学楼重建。

## 历史
圣保罗学校的名字来源于伦敦的圣保罗大教堂。教堂原有学校于1103年左右建立，到了16世纪已经衰落。1509年，圣保罗大教堂的院长约翰·科利特在大教堂北面的一块土地上建立了一所新学校。

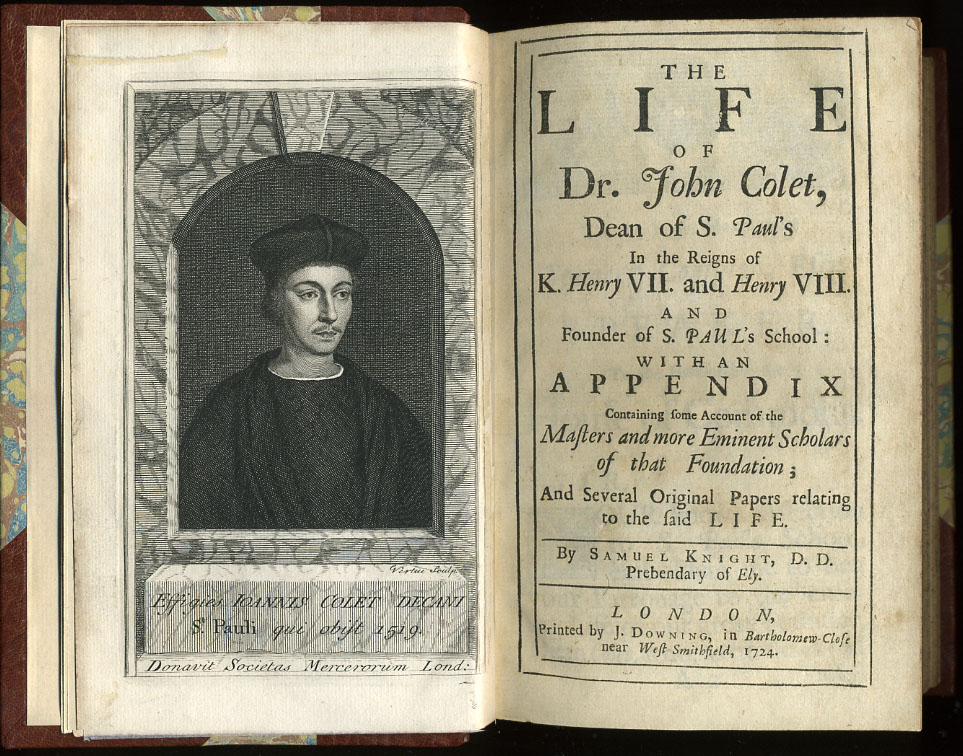
约翰科利特的传记(1724年)

作为亨利·科利特爵士（美世公司的成员，曾两次担任伦敦金融城市长）的长子，约翰·科利特继承了一笔可观的财产。由于他是一名独身牧师，而他的 21 个兄弟姐妹都在童年时去世，他将很大一部分财产用于资助他的学校。他在学校章程中将自己描述为“只希望接受教育，用良好的举止和文学来培养孩子”。

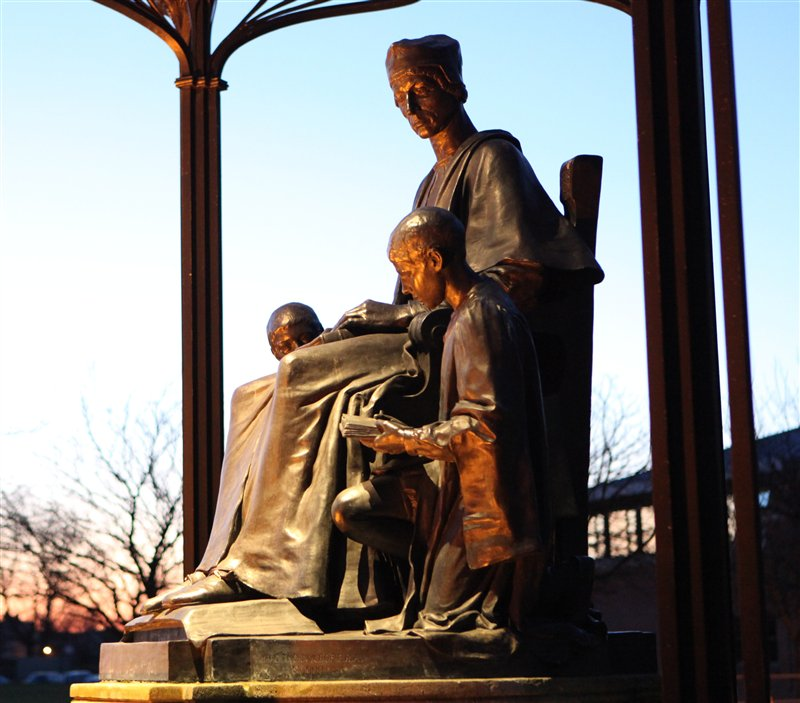
位于圣保罗学校校园内的约翰·科利特的雕像

最初，学校为153名“万国万民”的孩子提供教育，主要是文学和礼仪方面的教育。数字153与圣约翰福音中记载的捕鱼奇迹有关，几代基金会学者都可以选择佩戴银鱼徽章。圣保罗学校成立之初是英格兰最大的学校，其校长的周薪为13先令6便士，是同时代伊顿公学校长的两倍。学生们不需要支付任何费用，他们只需要识字并且支付自己的蜡烛的费用。
科利特对当时强大而世俗的教会进行直言不讳的批评，他不信任教会作为他学校的管理机构，而是将学校的管理及收入委任给了美世公司，这是伦敦金融城首屈一指的制衣公司。1876年，公司成为科利特产业的受托人，学校的管理权交给由校长、舍长，九名公司成员，以及来自牛津大学，剑桥大学和伦敦大学的三名代表组成的理事会。美世公司仍然是学校管理机构的主要部分，并继续管理科利特的基金会。
科利特是伊拉斯谟和托马斯·莫尔爵士的朋友。伊拉斯谟为学校编写教科书，圣保罗学校是第一所教授希腊语的英语学校，反映了创始人的人文主义兴趣。
圣保罗早期的校长理查德·穆尔卡斯特撰写了两篇有影响力的教育论文（1581 年的《位置》 和 1582 年的《初等》）。他在《位置》中将“足球”描述为一项需要裁判的团队运动，这是对有组织的现代足球的最早的描述。由于这个描述和他对足球的热情，他被认为是现代足球之父。 
1861年至1864 年间，克拉伦登委员会调查了英格兰的公学系统，其报告构成了1868 年公学法案的基础。圣保罗学校是克拉伦登委员会考虑的仅有的九所学校之一，也是仅有的两所不以寄宿生为主的学校之一（另一所走读学校是商人泰勒学院）。
根据小查尔斯·狄更斯 (Charles Dickens Jr.)1879年的说法
圣保罗学校（1512年由约翰·科利特创立）——该基金会资助153名学生，全额免除学费。空缺的位置在每个学期开始时根据考试的结果入学，每年支付 20 英镑。学校的理事会成员由美世公司以及牛津大学、剑桥大学和伦敦大学任命。学校奖学金的数量和价值由理事会决定。剑桥大学提供以下奖学金：三一学院提供五个，由佩里先生于1696年创立，每年价值10英镑； 圣约翰学院提供两个，由高尔博士于1711年创立，每年价值10英镑，供牧师之子使用。科珀斯克里斯蒂学校提供一个，由斯托克先生于1780年创立，每年价值 30 英镑，赠予校长推荐的学生；原先由科珀斯·克里斯蒂学校提供的，由乔治赛克斯先生于1766年创立的四个，每年10 英镑奖学金，现在合并为一个每年价值 36 英镑奖学金。
相比之下，2016 年《每日电讯报》报道称，在校长谈到家长们“负担不起”学费后，家庭收入低于120,000英镑的学生有机会获得额度不等的助学金。
从1886年到1895年，圣保罗学校的男生在牛津大学和剑桥大学获得了173个入学奖项，比第二名学校多26个。多年来，它在牛津和剑桥所有学科的公开奖记录与其他规模相当的学校的记录相同或优于其他学校。

### 校徽
像许多古老的教育基金会一样，圣保罗学校传统上使用其创始人约翰·科利特的徽章。2002年，学校从纹章院获得了自己的校徽。

### Apposition
Apposition是圣保罗的传统仪式，最初是允许美世公司评估教职员工和校长的一种方式，可以选择解雇或重新任命。评估采用第三方“推荐人”的形式，通常是领先的学者，通过审查男生最后一年的讲演来判断教学质量。
1559年，校长托马斯·弗里曼因学识不足（尽管更可能是因为持有不正确的宗教观点）而被解职。1748年，校长查尔斯被撤职，因为据称他威胁要“抓住副校长的鼻子并在学校里踢他”。
自1969年重新引入以来，Apposition变成了一项颁奖活动，奖品颁发给在特定科目上表现出色的高年级男生。Apposition Dinner每年五月在伦敦的Mercer's Hall举行，为学校最后两年的男生颁奖。

## 建筑物

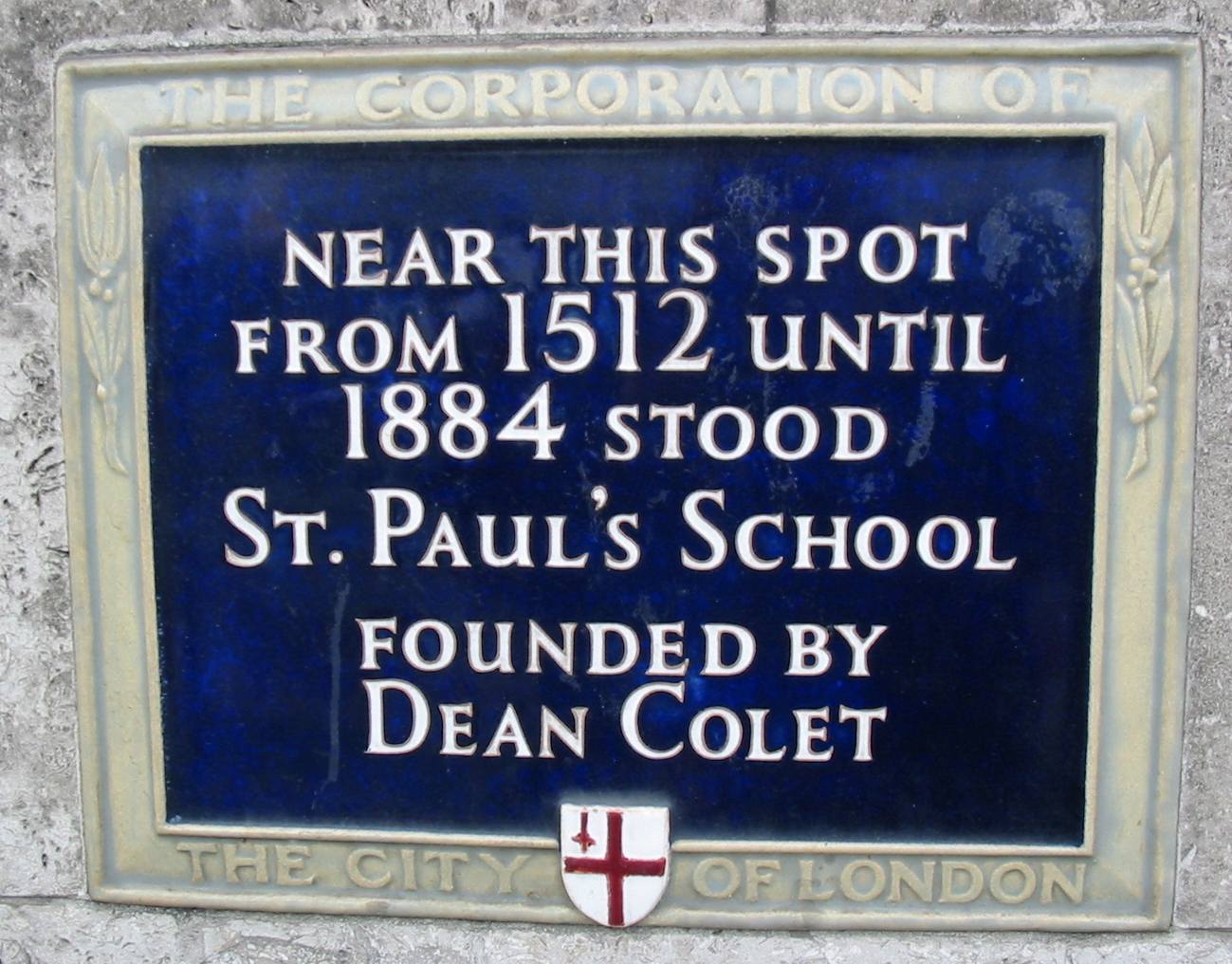
学校原址上的伦敦金融城蓝色牌匾

### 位于伦敦金融城

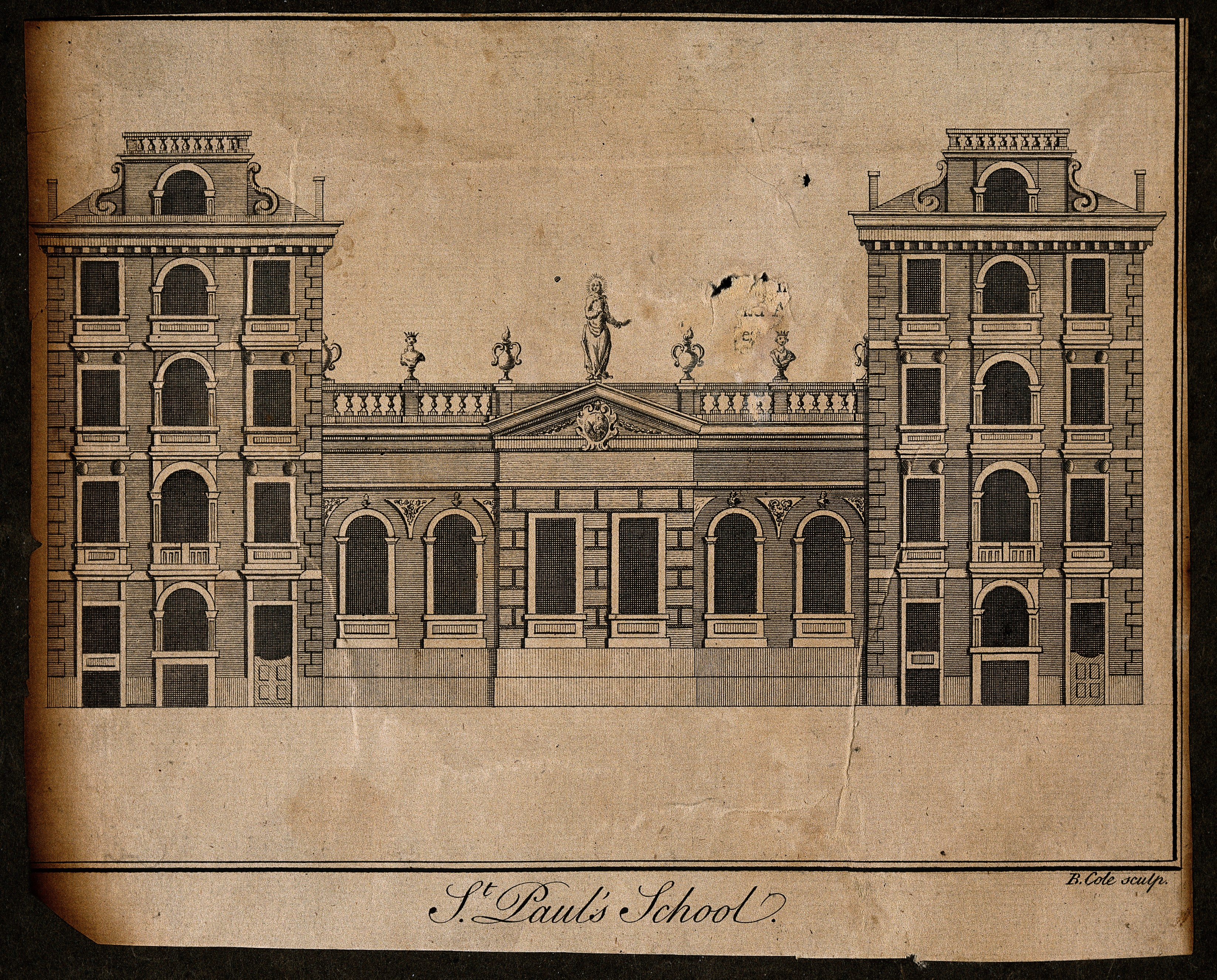
市内第二所学校。 B. Cole版画，1755年

最初的学校位于圣保罗教堂墓地，于1666年在伦敦大火中与大教堂一起被毁。学校曾两次重建，第一次是在1670年，第二次是在1822年。但到了19世纪末，随着伦敦的扩张和居民搬离伦敦金融城及其周边地区，学校决定搬迁到更大的校舍。

### 位于哈默史密斯

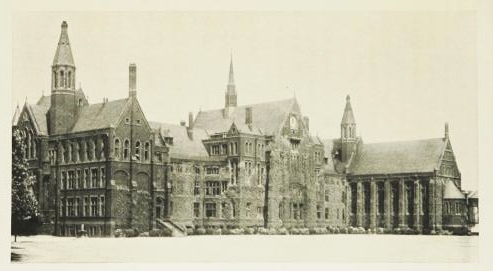
圣保罗，哈默史密斯，1900年

1884年，一座由建筑师阿尔弗雷德·沃特豪斯设计的新建筑拔地而起，成为哈默史密斯乡村的标志。 哈默史密斯学校的陶土是由塔姆沃思著名的吉普·坎尼公司制作的。此时街道编号正在改动，因此学校的地址，无论是偶然还是特地的，变成了哈默史密斯路153号。 不久之后，预备学校Colet Court搬进了马路对面风格相似的新校舍。

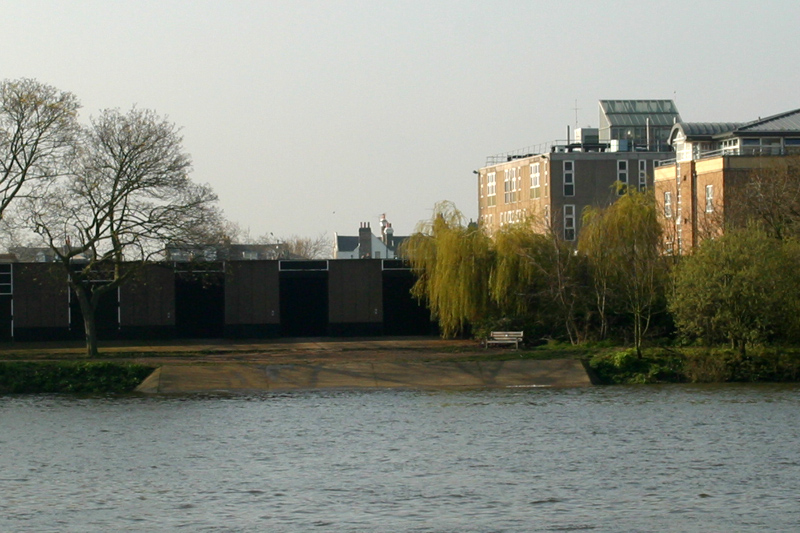
从哈默史密斯看现在的在巴恩斯的圣保罗学校

1939年9月，学校被疏散到伯克郡克罗索恩附近的伊斯特汉普斯特德公园。在当时的校长沃尔特·奥克肖特的领导下，它在二战期间成为一所寄宿学校。运动场和其他一些设施是从附近的惠灵顿学院借来的，但两所学校的师生仍然完全分开。

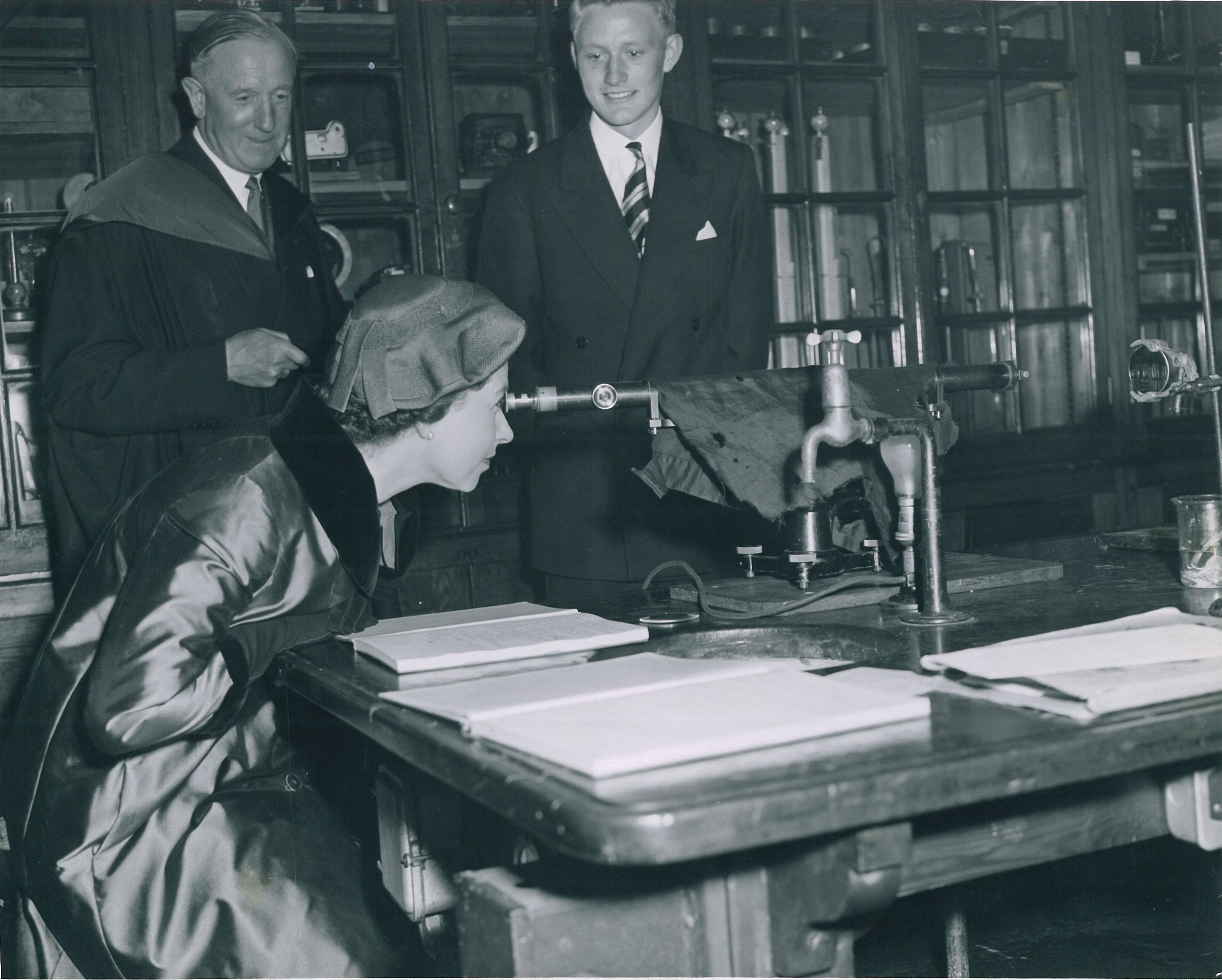
1959年，英国女王伊丽莎白二世在访问学校时通过科学实验室的光谱仪进行观察

与此同时，位于伦敦金融城的原校址于1940年7月成为本土部队的总部，并于1943年7月成为由后来的陆军元帅伯纳德·蒙哥马利将军（也是圣保罗校友）指挥的第 21 集团军的总部。在那里计划了反攻欧洲大陆的军事计划，包括诺曼底登陆。 他使用的地图现在存于学校的蒙哥马利室。学校于1945年9月收回了其建筑，基本上恢复了走读学校的生活，尽管至今仍保留着少量寄宿生。
1959年，英国女王伊丽莎白二世来校参观，庆祝建校450周年。当时还是一名在校生的现BBC记者约翰·辛普森在女王去世后称赞说“我们都被女王这次访问震惊了”。 
在学校于1968年迁至巴恩斯之后，哈默史密斯的建筑在抗议中被拆除，以便建造公寓。大门和围墙、校长的房子，一间工具屋，以及Colet Court大楼幸免于难。

### 位于巴恩斯

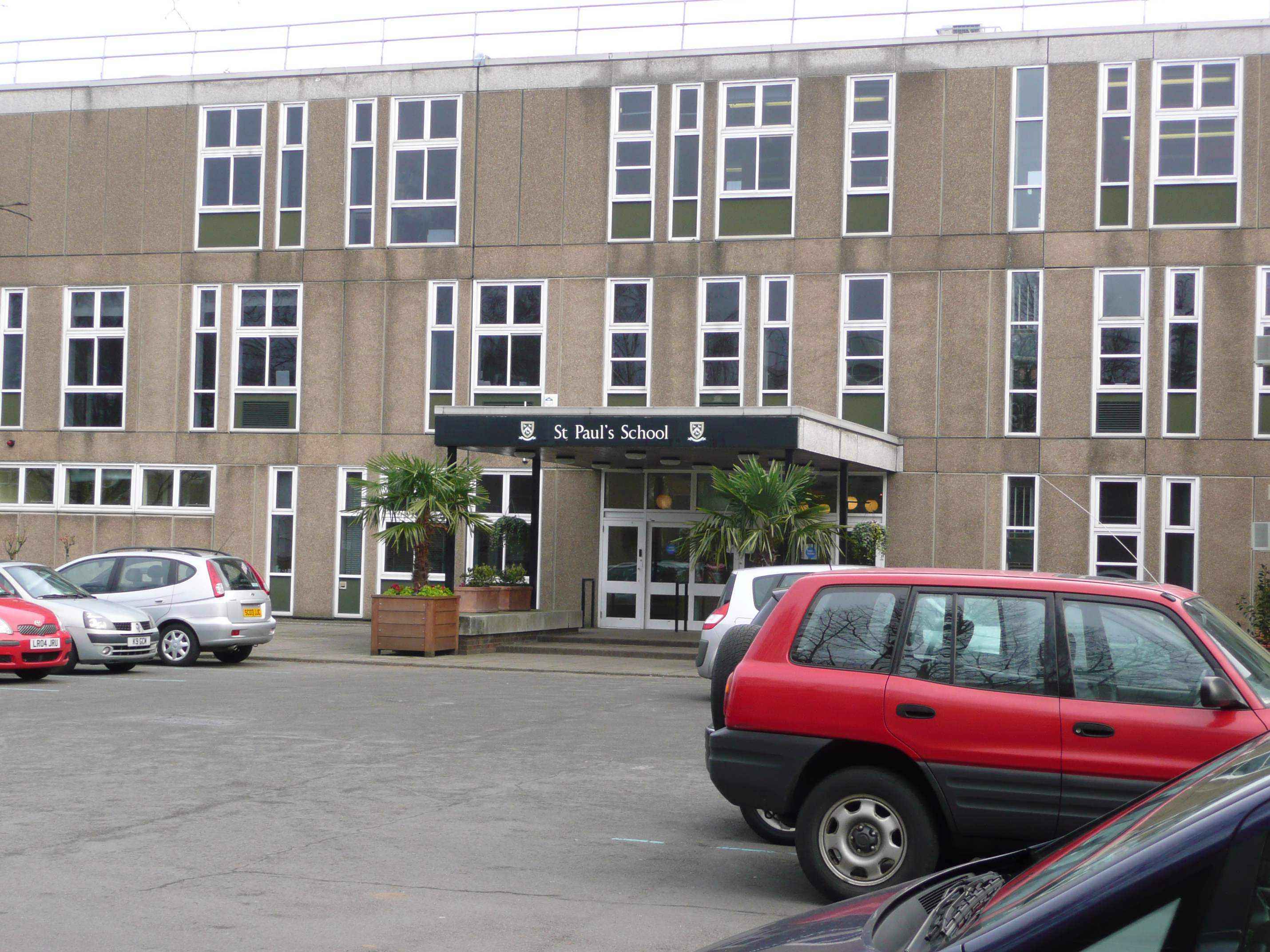
现已拆除的 1968年综合教学楼正门，摄于2008年

到1961年，旧校舍已明显不适合现代教育需求，此时重建新校院的机会来了。在巴恩斯有45英亩（182,000 平方米）河畔场地，毗邻汉默史密斯桥。这片土地以前是一个水库，在建设维多利亚线时，水库被挖掘的泥土填满。运动场则花了很长时间才平整好，直到 1979 年夏天，巴恩斯校园的球场才能定期举行比赛。
第五所校舍于1968年9月开放，由Feilden and Mawson设计。新校址还包括预备学校圣保罗小学 （前身为Colet Court），该校毕业生约占圣保罗学校入学人数的一半。

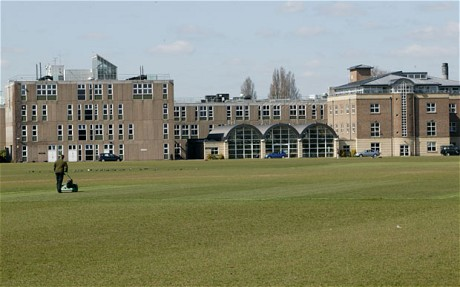
主楼是1960年代的CLASP建筑

建于1968年的建筑群包括了广泛的体育设施：一个长25米的6泳道游泳池，一个击剑馆、六个五人制橄榄球场、三个壁球场和一个网球场。靠近泰晤士河的位置意味着计划中包括一个划艇船库，包括一个室内训练池和容纳船夫的住房，船夫负责建造和维护船只。新建筑的一个显著的遗漏是没有提供一个能够同时容纳所有师生的学校礼堂。虽然主体育馆足够大，但难以设置足够的椅子意味着这里每年只用于全校集合两次。1968年最初新建有两间寄宿公寓（School House和High House），最多可容纳 120 名寄宿生。但此后寄宿生人数逐步下降，现在只有20人寄宿。School House已被拆除，原址建造了一座音乐厅沃森大厅。而原先的High House（更名为 School House）正在拆除，寄宿生搬迁到最近翻新的科利特楼。前任水务局土地所有者留下的唯一建筑物成为圣保罗小学的音乐楼。
最初的建筑物是使用互锁混凝土板的模块化系统建造的，称为CLASP系统。这允许相对快速和廉价的建设，并考虑到大部分场地是由仍在沉降的水库土地形成的事实。整个建筑群现在需要更换；唯一可能保留下来的现有建筑是音乐学校，包括 1999 年的 Wathen Hall 和 Rackets Court。

## 2009 年至今
男校在 2009 年成立 500 周年时有 856 名男生。计划在现址重建学校，将在 25 年内完成。虽然前校长乔治·马丁·斯蒂芬宣布希望学校在 25 年内实现needs-blind，但需要筹集 2.5 亿英镑才能实现这一目标。
上学日从上午8点25分到下午4点15分，分为8节课，中午有1刻钟午饭加3刻钟的午休时间，鼓励学生参加体育或课外活动，如音乐、辩论或计算。所有年龄段的学生在上学期间都不得未经许可离开校园。
学校仍然保留着寄宿公寓并有很强的传统，包括一年一度的篝火晚会和每天晚上两小时的必修课，称为“准备”。较新的传统包括接受赞助的通宵五人制足球锦标赛，这是一项“慈善募捐”活动。然而2010 年没有举行慈善募捐活动，一些寄宿生声称是由于一名寄宿生的投诉特别频繁。目前这项活动的未来并不明朗。
学校最近开放了科学楼，是一栋于2013年2月完工的四层建筑，旨在提供大学标准的工作空间和实验室。学校现在拥有自己的扫描电子显微镜和新的科学大楼。它为每个科学分支的提供一层楼，即生物学、物理学和化学。最底层是供高年级学生使用的职业和大学部分。所有楼层均提供带电脑的桌子和供学生或教职员工用作办公桌的空间。
学校每年都会举办大量的音乐会、艺术展览和戏剧表演，学生们的成就经常会受到国家的认可。学校还有一个强大的体育系；圣保罗学校是1871年橄榄球联盟的创始成员之一，在橄榄球方面成绩斐然。校橄榄球队在2005年和2007年的橄榄球U15每日邮报杯中获得亚军。1979年，绰号“无敌”的圣保罗1st XV队连续12场比赛保持不败。 学校的主要竞争对手是 RGS Guildford、国王学校、德威学校、St John's Leatherhead、Merchant Taylors'、Wellington 和伊顿公学。 拳击一队在25年的时间里与其他学校一队拳击手的比赛中仅输两场；然而，拳击在 1960 年代不再作为一项学校运动。

### 员工工资
圣保罗在《星期日泰晤士报》私立学校薪酬榜上排名最高，2019-20 财年有9名教职员工的薪酬超过100,000 英镑。一名工作人员从2019年9月到2020年8月的收入在330,000英镑到339,000英镑之间

### 温索普行动
大都会警察因历史性的恋童癖罪行对圣保罗进行了调查，调查非常严格以至于被赋予了自己的行动名称：温索普行动。从那时起，学校审查并修订了其保护程序。 2020 年 1 月发布的一份重要独立报告显示，在过去六十年的时间里，主要是1960 年代到1990 年代，共有针对32名员工的80起投诉。并有28条关于如何改进当前做法的建议。

### 体育设施
学校拥有众多的体育设施，体育在男孩们的日常生活中扮演着重要的角色。有一个大型体育馆、体操馆、道场、击剑馆、25 米游泳池、6 个五人制球场、一个rackets球场、三个壁球场、一个健身中心、一个100米短跑直道、十个网球场和一个多功能游戏区。还有一个大船库，学校有广阔的运动场，冬季有11个足球场或橄榄球场，包括最近建成的“3g”球场，或夏季有7个板球场。

### 重建运动

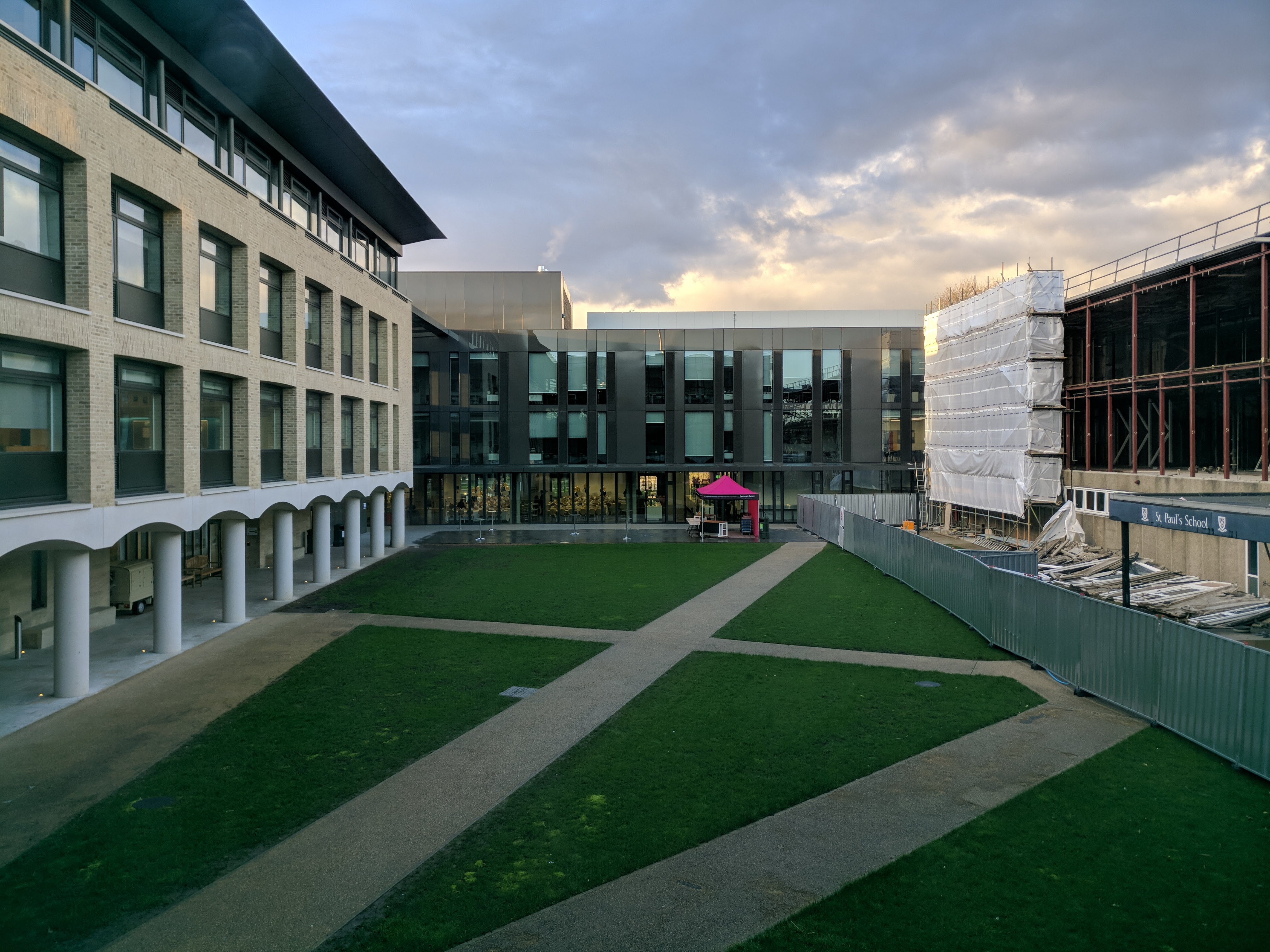
左边是新的科学楼；中间是新建的通用教学楼一期；在右侧可以看到半拆除的旧的通用教学楼和主入口。

重建运动是重建整个学校校园的项目，通常被称为总体规划。
目前的大部分建筑建于1960年代，建筑中使用的CLASP技术寿命有限。尽管在过去几年里，只要有空位，校园里就增加了各种建筑物（例如Wathen Hall音乐学校、Rackets球场和 Milton大楼），但陈旧的建筑物约占学校的四分之三。
当地的规划限制加上可用剩余土地的缺乏意味着圣保罗学校必须逐步用位于同一区域的新建筑替换旧建筑。该计划最终将使建筑占地面积大幅增加以及员工住房数量增加。停车位的数量将减少，但自行车的可用空间将大大增加。
2007 年，委托尼古拉斯黑尔建筑事务所为第一套新建筑进行详细设计。 2009年底，里士满市议会批准了圣保罗学校的详细规划许可，并于 2011 年开始建设。新的科学大楼和庭院大楼于 2012年竣工，于2013年获得市民信赖奖，2015 年获得英国皇家建筑师协会伦敦奖。两年后，新的戏剧中心和塞缪尔·佩皮斯剧院落成。这座建筑也是由尼古拉斯黑尔建筑事务所设计的。
2012年委托沃尔特斯和科恩建筑事务所为学校设计一座新的教学楼。该建筑呈 L 形排列，以连接两侧各层的建筑，并围绕着被称为Founder's Court的中央绿色庭院，于2019 年完工。它占地超过 9,000平方米，包括教室、凯顿图书馆（以二战中参战的校友德斯蒙·凯顿的名字命名）以及餐厅、厨房、行政办公室、小教堂、大厅和社交空间，包括宽敞的多功能中庭。优雅的竖立墩勾勒出不规则的韵律，构成建筑节能的一个组成部分，提供自然通风、遮阳和噪音衰减。

## 体育成就

### 橄榄球
2007 年，圣保罗大学打进U15每日邮报杯决赛，这是他们在这项运动中最引人注目的成绩，这是英国中学橄榄球联合会的首要赛事。该团队由Richard Girvan（2012年到2020年任副校长）执教。圣保罗在特威克纳姆体育场以 20-15 输给了莱姆高中。 

### 划船
圣保罗校船俱乐部 (SPSBC) 曾六次在亨利皇家帆船赛中赢得伊丽莎白公主挑战杯。
2018 年，SPSBC 1st VIII队在经历了一个空前成功的赛季后，在亨利皇家帆船赛中被评为“有史以来最好的男生船员”。船员们在伊丽莎白公主挑战杯和学校河头赛中取得破纪录的胜利，并在王太后挑战杯的全国学校帆船赛中获胜，赢得了学生赛艇的“三冠王”；他们还以创纪录的时间赢得了查尔斯海德的男子青年八人组冠军，并在马洛帆船赛上创下了历史上男生船员2000米最快时间 5:36.59。船员们还获得了双人头、单桨头和四人头的冠军，所有符合条件的船员都在当年的世界赛艇青少年锦标赛上获得了金牌。

## 考试
继前一年参加 IGCSE 数学考试后，2008 年，该校学生首次参加了IGCSE考试，而不是GCSE科学考试。学校目前不提供国际文凭课程作为A Level的替代课程，因此在许多排名表上都受到影响。圣保罗学校前校长马丁·斯蒂芬博士表示，他认为“排行榜给校长施加了巨大压力，要求他们做坏事”，并宣布圣保罗学校将加入伦敦其他私立学校的行列，退出ISC2008年联赛表。 
2010年有74名学生进入牛津或剑桥，占毕业年级人数的42%。同年，创纪录的53.5%的学生A Level成绩为A*，其中93.5%的学生成绩为A*或A，99.4%的学生成绩为B或以上。根据最近的数据，2016年有189名学生进入大学。在进入英国大学的学生中，95%进入罗素集团大学，其中53人进入牛津或剑桥。34名学生选择在美国常春藤盟校或同等学校学习。 2017年共有72名学生被牛津或剑桥录取，其中牛津40人，剑桥32人。此外，还有40名学生获得了北美大学的录取通知书，至少有5名学生获得了耶鲁大学的录取名额。普林斯顿大学和哥伦比亚大学分别给了三个录取名额。 
2009 年，学校的第一次有学生获得了总理全球奖学金计划的一席之地
学校一名学生赢得IFS 2010年年度青年商业作家全国竞赛奖，该奖项授予顶尖的青年商业思想家。 
GCSE 总结：过去六年
| 年   | ％A* | %A*A | %A*AB |
| ---- | ---- | ---- | ----- |
| 2019 | 86.0 | 96.7 | 99.2  |
| 2018 | 78.5 | 96.1 | 99.4  |
| 2017 | 77.9 | 95.7 | 99.4  |
| 2016 | 77.8 | 96.7 | 99.5  |
| 2015 | 82.3 | 97.9 | 99.9  |
| 2014 | 84.3 | 97.6 | 99.7  |

A Level 总结：过去六年
| 年   | ％A* | %A*A | %A*AB |
| ---- | ---- | ---- | ----- |
| 2019 | 50.4 | 80.0 | 92.4  |
| 2018 | 51.0 | 82.4 | 95.1  |
| 2017 | 46.9 | 85.1 | 97.1  |
| 2016 | 45.1 | 84.9 | 98.0  |
| 2015 | 42.1 | 81.4 | 96.7  |
| 2014 | 47.7 | 86.4 | 97.7  |

## 校长

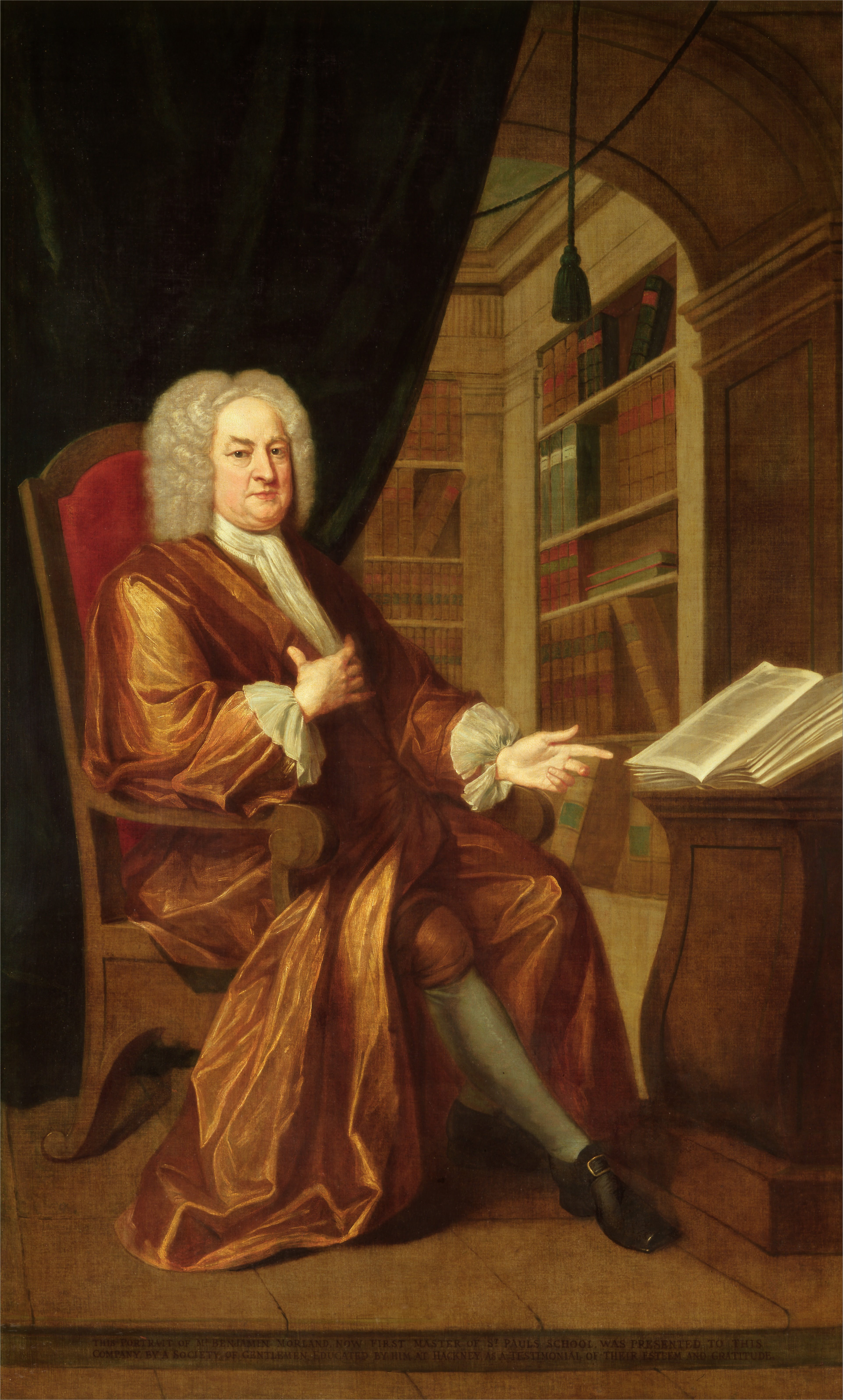
1721 年至 1733 年任校长的本杰明·莫兰德的肖像

St Paul's 的校长被称为High Master ，副校长被称为Surmaster。这些头衔在学校章程中指定。以下是圣保罗的历任校长：
| 姓名                                          | 任职年份  |
| --------------------------------------------- | --------- |
| 威廉·莉莉                                     | 1509–1522 |
| 约翰·里特怀斯                                 | 1522–1532 |
| 理查德·琼斯                                   | 1532–1549 |
| 托马斯·弗里曼                                 | 1549–1559 |
| 约翰·库克                                     | 1559–1573 |
| 威廉·马林                                     | 1573–1581 |
| 约翰·哈里森                                   | 1581–1596 |
| 理查德·马尔卡斯特                             | 1596–1608 |
| 亚历山大·吉尔高级                             | 1608–1635 |
| 小亚历山大·吉尔                               | 1635–1640 |
| 约翰·兰利                                     | 1640–1657 |
| 塞缪尔·克罗姆霍姆                             | 1657–1672 |
| 托马斯·盖尔                                   | 1672–1697 |
| 约翰·波斯尔思韦特                             | 1697–1713 |
| 菲利普·艾斯科                                 | 1713–1721 |
| 本杰明·莫兰                                   | 1721–1733 |
| 蒂莫西·克鲁普                                 | 1733–1737 |
| 乔治·查尔斯                                   | 1737–1748 |
| 乔治·西克尼斯                                 | 1748–1769 |
| 理查德·罗伯茨                                 | 1769–1814 |
| 约翰·斯利思                                   | 1814–1837 |
| 赫伯特·凯纳斯顿                               | 1838–1876 |
| 弗雷德里克·威廉·沃克                          | 1877–1905 |
| 阿尔伯特·欧内斯特·希拉德                      | 1905–1927 |
| 约翰·贝尔                                     | 1927–1938 |
| 沃尔特·弗雷泽·奥克肖特                        | 1938–1946 |
| 罗伯特·莱奥林·詹姆斯                          | 1946–1953 |
| 安东尼·纽科姆·吉尔克斯                        | 1953–1962 |
| 托马斯·爱德华·布罗迪·霍华斯                   | 1962–1973 |
| 詹姆斯·沃里克·海勒                            | 1973–1986 |
| 彼得·皮尔金顿，后来的奥克森福德的皮尔金顿勋爵 | 1986–1992 |
| 理查德·斯蒂芬·巴尔多克                        | 1992–2004 |
| 乔治·马丁·斯蒂芬                              | 2004–2010 |
| 马克·贝利                                     | 2011–2020 |
| Sally-Anne Huang                              | 2020–     |

### 其他著名员工
- Josh Hawley （生于 1979 年），美国参议员[47]
- George Green Loane (1865–1945)，舍监，古典学者
- Francis Sowerby Macaulay (1862–1937)，数学家

## 相关学校
到 19 世纪末，Dean Colet基金会的资金极大增加，受托人决定为女生建造一所学校，并于 1904 年在哈默史密斯的布鲁克格林开设了圣保罗女子学校，就在在哈默史密斯路男校当时的旧址拐角处。与男校不同的是，如今女校保留了原来的位置，尽管它在旧建筑和设施的旁边扩建和建造了新的建筑和设施。1881年，一所男子预备学校成立，1892 年更名为Colet Court，2016年更名为圣保罗小学。圣保罗小学现在与主校位于同一地点，大多数学生预计在13岁时进入圣保罗学校。因此，它作为中学主校的初级学校。

## 校友
校友被称为 Old Paulines，可以通过 Old Pauline Club彼此保持联系。 各种体育俱乐部都隶属于Old Pauline俱乐部，例如Old Pauline足球俱乐部 (OPFC)，它是世界上最古老的老男孩橄榄球俱乐部，Old Pauline足球俱乐部 (OPAFC)，Old Pauline板球俱乐部(OPCC)、定期参加国家赛事的Colet船俱乐部、Old Pauline Association Club (OPAC) 和 Old Pauline Harvey Chess Society (OPHCS)，他们参加了许多全国比赛并取得了一定的成功。Old Pauline Club位于Thames Ditton，占地15英亩（61,000平方米）并在那里拥有多个运动场，以及Colets的健康和健身俱乐部。还有一个共济会小屋，Old Pauline Lodge No 3969，它在 2019 年庆祝了它的百年华诞。